# Phaneroptera gracilis
Phaneroptera gracilis är en insektsart som beskrevs av Hermann Burmeister 1838. Phaneroptera gracilis ingår i släktet Phaneroptera och familjen vårtbitare.

## Underarter
Arten delas in i följande underarter:
- P. g. spinosa
- P. g. gracilis